# Line Records 20 Anos: Um Novo Tempo, Uma Nova História
Line Records 20 Anos: Um Novo Tempo, Uma Nova História é uma coletânea da gravadora Line Records, em comemoração dos 20 anos da empresa gospel. Esse disco reunirá canções de artistas como Marcelo Nascimento, J. Neto, Gisele Nascimento, Jamily, Regis Danese, Robinson Monteiro.